# روبرت نونتون

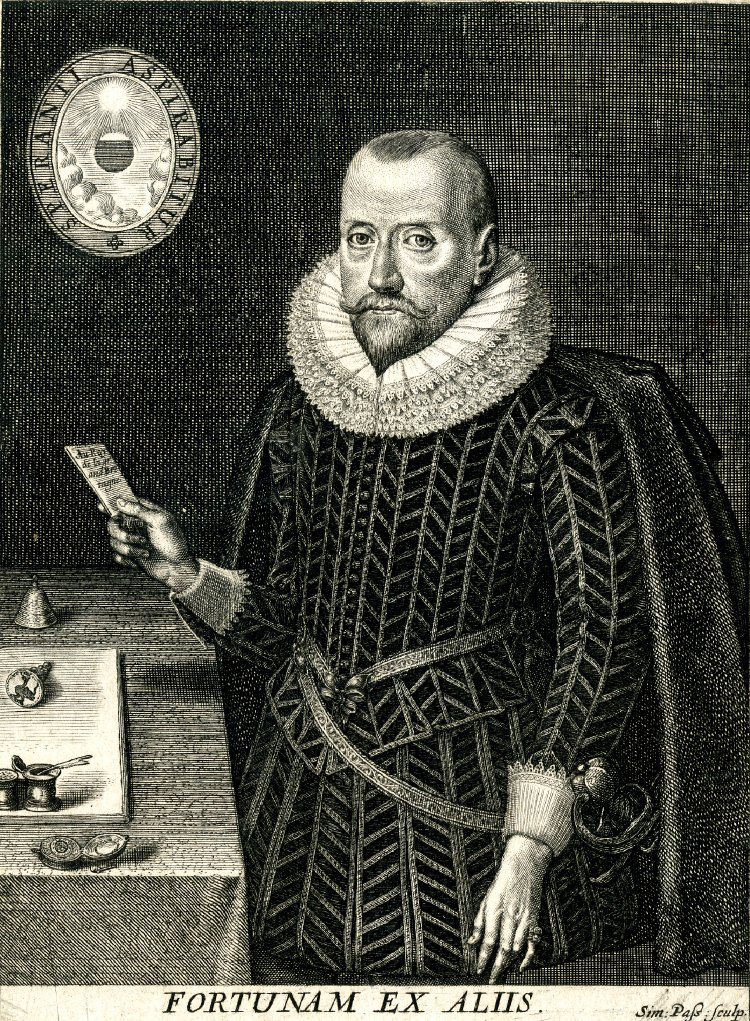
روبرت نونتون. نقش لسيمون دي باس

السير روبرت نونتون (ولد 27 مارس 1635 - 1563) هو كاتب وسياسي إنجليزي وعضو في مجلس العموم في أوقات مختلفة بين عام 1606م وعام 1626م.

## الأسرة
كان روبرت نونتون نجل هنري نونتون، وإليزابيث أشبي. وفقًا لشريبر، فإن نونتون كانوا «أعضاءًا راسخين في طبقة النبلاء في المقاطعة وكانوا كذلك لأكثر من قرنين من الزمان». تدرب جد روبرت نونتون، ويليام نونتون، كمحام وتزوج إليزابيث وينجفيلد، ابنة السير أنتوني وينجفيلد، الخادم المؤتمن لهنري الثامن. كان ويليام نونتون عضوًا في البرلمان، وأحد الضباط الرئيسيين لصهر الملك، تشارلز براندون، دوق سوفولك الأول. خدم والد روبرت نونتون، هنري، كرئيس للخيول للأرملة الدوقة، بينما كان عمه، ويليام أشبي، عضوًا في السلك الدبلوماسي في عهد الملكة إليزابيث.

## مساره المهني
تلقى تعليمه في مدرسة نورويتش وكلية ترينيتي بكامبريدج، وأصبح زميلًا في كليته عام 1585م وخطيبًا عامًا بالجامعة في عام 1594. كلفه روبرت ديفيروكس، إيرل إسكس الثاني، بقضاء بعض الوقت في الخارج، وإرسال معلومات حول الشؤون الأوروبية. وعند عودته، انتخب نونتون عضوًا في البرلمان عن هيلستون في انتخابات فرعية عام 1606م.
في عام 1614م، حصل نونتون على لقب فارس وفي عام 1616 أصبح رئيس الطلبات وبعد ذلك مساح لمحكمة واردز. وفي ديسمبر 1617م، حصل صديقه جورج فيليرز، دوق باكنغهام الأول، على منصب وزير الخارجية بشرط جعله كريستوفر فيليرز، شقيق باكنغهام، وريثه، وخلال حياته حصل فيلير على عقارات نونتون التي تبلغ قيمتها 500 جنيه إسترليني سنويًا. في عام 1621، تم انتخاب نونتون عضوًا في البرلمان عن جامعة كامبريدج. دفعته آرائه البروتستانتية القوية إلى تفضيل تدخل إنجلترا لصالح فريدريك الخامس، ناخب بالاتين، وتطبيق أكثر قوة للقوانين ضد الروم الكاثوليك. تم توجيه اللوم إلى نونتون بعد أن اشتكى السفير الإسباني جوندومار إلى الملك جيمس الأول. ونتيجة لذلك، في يناير 1623م، استقال نونتون من منصب وزير الخارجية وأصبح رئيسًا لمحكمة واردز أند ليفريس.

## الزواج

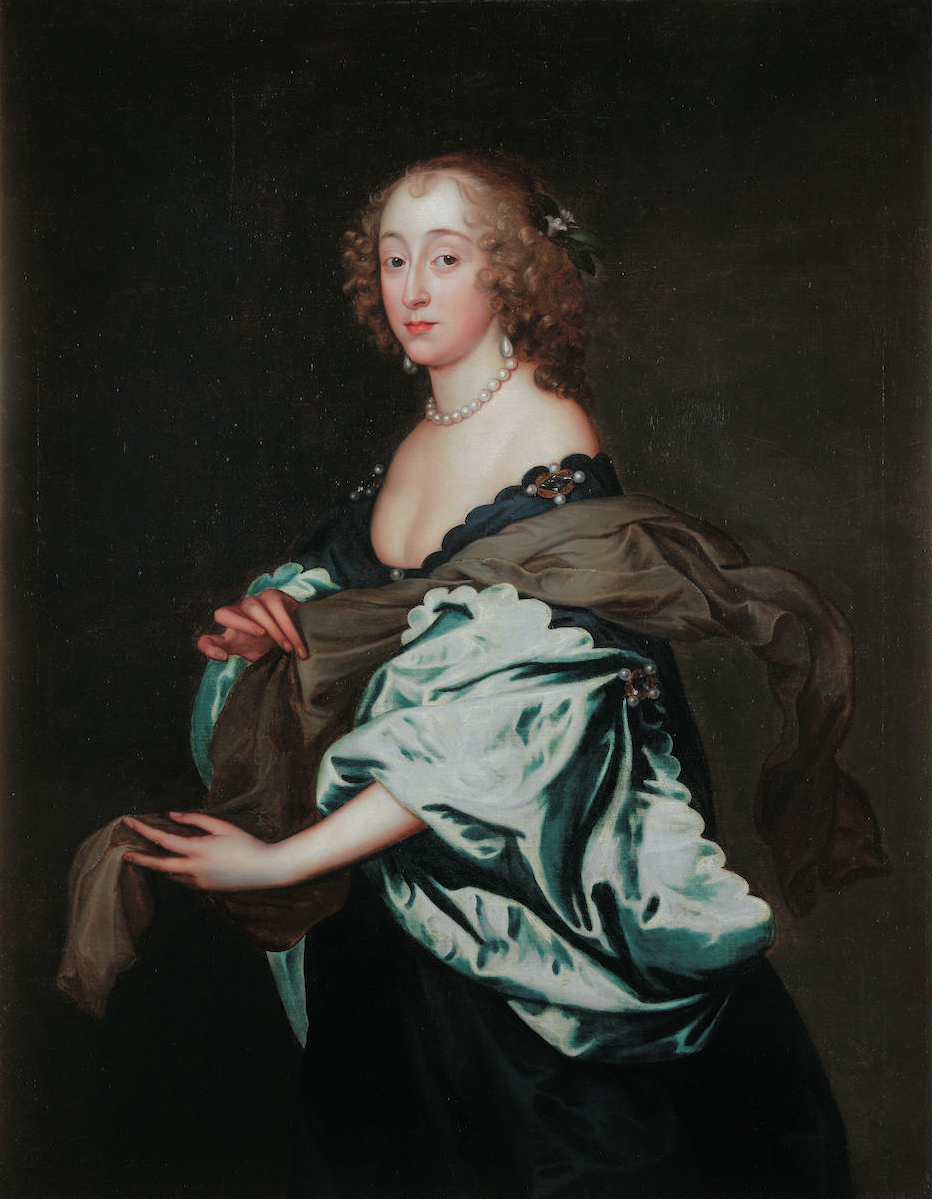
بينيلوبي نونتون (دائرة أنتوني فان ديك)

تزوج نونتون ثانيًا من بينيلوبي بيرو، أرملة عالم الفلك السير ويليام لور، وابنة السير توماس بيرو ودوروثي ديفيروكس، ابنة والتر ديفيروكس، إيرل إسكس الأول.

## روابط خارجية
- مؤلفات Robert Naunton في مشروع غوتنبرغ
- Works by or about Robert Naunton at Internet Archive